# L'última batalla
L'última batalla (en anglès: The Last Battle) és una novel·la fantàstica creada per l'escriptor irlandès C.S. Lewis, és el setè llibre tant per ordre cronològic com per ordre de publicació de la sèrie Les Cròniques de Nàrnia i el darrer llibre d'aquesta heptologia.
El llibre explica el que succeí a Nàrnia durant el regnat del rei Tirian, l'últim rei de Nàrnia, el reialme del qual és envaït per l'ambiciós Imperi de Calormen a causa d'un engany, i també es relata com poc després el món es destrueix per decisió d'Aslan, amb la salvació dels bons i justos, portats al País d'Aslan, que no és més que una versió platònica de tots els mons que existeixen.

## Argument
Al nord de Narnia, un mico anomenat Shift persuadeix a un ase benintencionat però ingenu, anomenat Puzzle, per vestir-se en una pell de lleó (fent-se ressò de la història d'Isop de l'ase revestit amb la pell d'un lleó) i fer-se passar pel Gran Lleó Aslan. Utilitzant Puzzle com a peó, Shift enganya a molts dels narnis perquè obeeixin els calormens i tallin els arbres parlants per obtenir-ne fusta. Els diners es pagaran a la tresoreria d '"Aslan", custodiada per Shift, amb el pretext que seran utilitzats pel bé de Nàrnia.
Nàrnia ha viscut en pau i prosperitat des del regnat del rei Caspian X, però Roonwit el centaure adverteix a Tirian, l'últim rei de Nàrnia, que estan passant coses estranyes i dolentes a Nàrnia i que les estrelles presagien mals auguris. Tirian i el seu amic Jewel l'Unicorn senten a parlar de la mort dels Arbres Parlants i es proposen afrontar el perill. En trobar-se amb dos calormens que abusen d'un cavall parlant de Nàrnia, els maten; avergonyits, s'entreguen al fals Aslan. Durant l'espera pel judici, Tirian reconeix la farsa que Shift ha fabricat conjuntament amb el gat parlant Ginger i el senyor de la guerra calormè Rishda Tarkaan: la mentida que Aslan i el déu calormè Tash són el mateix, anomenat Tashlan. Quan acusa el mico de mentir, Tirian és lligat a un arbre.
Tirian demana ajuda a Aslan i rep la visió dels "Amics de Narnia" reunits al nostre món: el professor Kirke, Polly Plummer, Peter Pevensie, Edmund Pevensie, Lucy Pevensie, Eustace Scrubb i Jill Pole, tot i que no sap qui són ells. També veuen Tirian i, tot i que Tirian no pot parlar amb ells, suposa que és un missatger de Narnia. Uns minuts més tard en el temps de Nàrnia, però una setmana més tard des de la seva perspectiva, Jill i Eustace arriben a Nàrnia. Alliberen el rei i rescaten a Jewel. Puzzle, conscient de la seva estupidesa, se'ls uneix.
També és rescatada una banda de nans, però com que la seva fe en Aslan ha estat trencada, es neguen a ajudar, afirmant que "els nans són pels nans". Només un nan, Poggin, és fidel a Aslan. Tirian s'assabenta que Shift i Rishda han covocat sense voler el Tash real a Nàrnia quan ell i els altres el veuen viatjar al nord. L'àliga Farsight arriba per ajudar, donant a conèixer que Roonwit i l'exèrcit narnià han estat tots assassinats en una batalla.
Tirian i la seva petita força avancen a l'estable per exposar la veritat de l'engany de Shift. Shift i Rishda planegen eliminar els dissidents obligant-los a entrar a l'estable per "conèixer Tashlan". Però Ginger, enviat per ajudar en l'engany, queda aterrit, perdent la capacitat de parlar. Emeth, un dels homes de Rishda i un devot seguidor de Tash, insisteix a veure el seu déu. Rishda intenta dissuadir-lo, però Emeth entra a l'estable. Enutjat per l'engany en nom de Tash, mata un altre soldat que es trobava a l'estable per assassinar els narnians rebels, però després desapareix.
Fora de l'estable, el grup de Tirian s'enfronta a Shift i als calormens, però la majoria dels narnians restants són tots o bé morts o capturats i sacrificats a Tash, sent llançats a l'estable. Tirian llança Shift cap a l'estable, i Tash, que ha embruixat l'estable des que Ginger va entrar-hi breument, s'empassa el mico sencer. Aquest esdeveniment espanta a Rishda, que ofereix als narnians restants sacrificis a Tash per evitar la ira del seu déu. Però Tirian, que es troba sol lluitant per la seva vida, arrossega Rishda a l'estable i es troba en una terra àmplia i bella. Tash apareix, prenent Rishda, i avança sobre Tirian en el moment que apareixen els Amics de Narnia, tots vestits de reis i reines (Susan no apareix, expliquen, perquè ha deixat de creure en Narnia, pensant-hi només com un joc infantil ximple). Peter, en nom d'Aslan, ordena a Tash que torni al seu regne i Tash s'esvaeix amb Rishda a les seves urpes. Els nans infidels estan presents, però no poden veure que estan al país d'Aslan sinó que perceben que estan tancats en un estable. Aslan demostra que, sense fe, ni tan sols pot ajudar-los.
Els reis i les reines donen testimoni del final del món narnià. Tots els habitants, vius i morts, es reuneixen fora del graner per ser jutjats per Aslan; els fidels entren al país d'Aslan mentre que els que se li han oposat o abandonat es converteixen en animals comuns i s'esvaeixen. Els dracs i els llangardaixos gegants es mengen la vegetació i el Pare Temps descendeix les estrelles del cel cap al mar, que creix fins a cobrir Nàrnia. La terra es congela quan el Pare Temps treu el sol i la lluna. Peter tanca la porta i Aslan els condueix al seu país, dient-los que vagin més enllà. Ben aviat es trobaran amb Emeth; Aslan ha acceptat el seu servei fidel a Tash perquè va ser bo i, per tant, realment fet a Aslan, mentre que Tash només és servit pel mal.
Troben que estan en una nova versió "real" de Narnia. (Digory menciona Plató, que en la seva Al·legoria de la caverna descriu diversos nivells de realitat). Ascendeixen per una cascada fins a les portes on són rebuts per Reepicheep i es troben amb altres personatges de les novel·les anteriors. Troben que poden veure una autèntica Anglaterra, inclosos els pares dels Pevensies, de forma paral·lela veritable Narnia. Aslan els explica que els amics anglesos de Narnia i els pares dels Pevensies han mort tots en un accident de tren. (Susan, que no estava al tren, és l'únic membre supervivent de la família). La sèrie acaba amb la revelació que només va ser el començament de la història real, "que continua per sempre, i en la qual cada capítol és millor que el que teníem abans".